# ابراهیم عثمان
ابراهیم عثمان (انگلیسی: Ibrahim Osman؛ زادهٔ ۲۹ نوامبر ۲۰۰۴) بازیکن فوتبال اهل غنا است که در حال حاضر به صورت قرضی از باشگاه فوتبال برایتون اند هوو آلبیون برای باشگاه فوتبال فاینورد بازی می‌کند. 
وی همچنین در تیم ملی فوتبال غنا بازی کرده است.